# Cedar Park, Texas
Cedar Park là một thành phố thuộc quận Williamson, tiểu bang Texas, Hoa Kỳ. Năm 2010, dân số của xã này là 48937 người.

## Dân số
- Dân số năm 2000: 26049 người.
- Dân số năm 2010: 48937 người.